# ميشو كرستيجيفيتش
ميشو كرستيجيفيتش (بالكرواتية: Mišo Krstičević)‏ ولد في 19 فبراير 1958. هو لاعب كرة قدم كرواتي محترف سابق ومدير فني كرة قدم حالي الذي يدير شاهين بوشهر في دوري المحترفين الإيراني.

## أخر مسيرة مهنية
في مايو 2013، انضم إلى المنتخب الكرواتي الوطني لكرة القدم كمساعد مدير إيغور شتيماك. بعد سلسلة من النتائج السيئة، غادر المنتخب الوطني إلى جانب إيغور شتيماك في 16 أكتوبر 2013.
في بداية عام 2015، تولى كرستيجيفيتش منصب تدريب في زرينيسكي موستار لكنه استمر بضعة أشهر فقط.
بين عامي 2015 و 2019، كان كرستيفيتش المدير الفني لنادي مس رفسنجان في الدوري الإيراني القسم الثاني (دوري آزادغان) في ثلاث مناسبات (2015-2016 ، 2016-2017 ، 2018-2019).
في 12 نوفمبر 2019 تولى تدريب فريق شاهين بوشهر في دوري المحترفين الإيراني.

## الإنجازات

### الأندية
هايدوك سبليت
- الدوري اليوغوسلافي الأول: الدوري اليوغوسلافي الأول 1978–79

فيليز موستار
- كأس يوغوسلافيا: 1985–86

### دولياً
يوغوسلافيا
- ألعاب البحر الأبيض المتوسط: ألعاب البحر الأبيض المتوسط 1979
- كرة القدم في الألعاب الأولمبية الصيفية 1984 المركز الثالث: كرة القدم في الألعاب الأولمبية الصيفية 1984

### مدير فني
تروغير
- الدوري الكرواتي الدرجة الثالثة (جنوب): 2006–07

تيرانا
- كأس ألبانيا: كأس ألبانيا 2010–11

هايدوك سبليت تحت 19 سنة
- الدوري الكرواتي تحت 19 سنة: 2011–12

## روابط خارجية
- ميشو كرستيجيفيتش على موقع قاعدة بيانات كرة القدم.إي يو (الإنجليزية)
- ميشو كرستيجيفيتش على موقع بيانات كرة القدم. دي إي (الألمانية)
- ميشو كرستيجيفيتش على موقع ناشيونال فوتبول تيمز (الإنجليزية)
- ميشو كرستيجيفيتش على موقع Soccerway.com (الإنجليزية)
- ميشو كرستيجيفيتش على موقع عالم كرة القدم.نت (الإنجليزية)
- ميشو كرستيجيفيتش على موقع أوليمبيديا (الإنجليزية)